# 1984년
1984년은 일요일로 시작하는 윤년이다.

## 사건
- 1월 5일 - 영국에서 광우병으로 의심되는 소가 최초로 발견되다.
- 1월 14일 - 부산직할시 대아관광호텔에서 화재가 발생하여 38명이 사망하다.
- 2월 13일 - 콘스탄틴 체르넨코가 소련의 서기장이 되다.
- 3월 14일 - 신천지 예수교 증거장막성전이 세워지다.
- 8월 31일 ~ 9월 2일 - 태풍 '준'이 한반도에 상륙하여 서울 등 중부지역에 집중호우를 뿌리다. 망원동, 성내동, 풍납동 등이 물에 잠겨 서울에서만 10만여명의 수재민이 발생하고 2만채 이상의 주택이 침수되다. 사망 189명, 실종 150명, 재산피해 2,502억원.
- 9월 6일 - 전두환 대한민국 제11·12대 대통령은 대한민국 국가원수로는 처음으로 일본을 방문하였다. 일본의 히로히토 일왕은 양국간 불행한 과거에 대해 깊은 유감을 표명하다.[1]
- 9월 21일 - 브루나이가 유엔에 가입하다.
- 10월 2일 - 회기역 추돌 사고 발생.
- 11월 26일 -  미국-이라크, 17년 만에 외교관계 재개하다.
- 12월 2일 -  인도 보팔에서 유니언카바이드사 화학공장이 폭발하다.
- 12월 19일 - 영국과 중국, 홍콩 반환 협정에 조인하다.

## 문화
- 사운드가든 결성.
- 1월 1일 - 백남준이 〈굿모닝 미스터 오웰〉을 방영하여 오웰의 예언에 반박하다.
- 1월 24일 - 애플이 매킨토시 128K를 출시하다.
- 2월 4일 - 초전자 바이오맨이 방송을 시작.
- 3월 1일 - 대한항공의 CI가 변경되다.
- 4월 3일 - 한국방송공사 가족오락관 첫 방영.
- 4월 8일 - 한국방송공사 연예가중계 첫 방영.
- 5월 1일 - 과천 서울대공원 개원.
- 5월 6일 - 교황 요한 바오로 2세, 여의도에서 한국 순교 성인 103위 시성.
- 5월 22일 - ● 서울 지하철 2호선 전 구간이 개통되었다.
- 7월 18일 - 소비에트 연방의 우주비행사 스베틀라나 사비츠카야, 첫 우주 유영 성공.
- 7월 28일~8월 12일 - 1984년 하계 올림픽이  미국 로스엔젤레스에서 개최되다. 소련 등 공산주의 국가들이 미국 내 반소련 정서, 모스크바 올림픽의 보이콧에 대한 보복으로 불참.
- 8월 31일 - 대한민국 및 일본 정상이 직통전화를 개설하다.
- 9월 15일 - 유리 겔라가 대한민국을 방문하다.
- 9월 29일 - 서울 잠실 올림픽 주경기장이 개장하다.
- 10월 9일 - KBO 리그 한국시리즈 7차전에서 롯데 자이언츠가 삼성 라이온즈를 6대 4로 꺾고 시리즈 전적 4승 3패로 1982년 창단 이후 2년만에 통산 1번째 우승을 달성하였다.
- 10월 18일
  - 진도대교 개통.
  - STC CI를 선포하였다.
- 10월 29일 - 한국방송공사 'KBS' 폰트 변경.
- 11월 11일 - 한국방송공사 행운의 스튜디오 첫 방영.
- 11월 23일 - 대한민국에서 1985학년도 학력고사 실시

## 탄생

### 1월
- 1월 1일
  - 대한민국의 축구 선수 김형범.
  - 일본의 게임음악 작곡가 후나키 토모스케.
- 1월 2일
  - 대한민국의 바둑 기사 김남훈.
  - 일본의 언론인, 아나운서 와타나베 사와코.
- 1월 3일
  - 대한민국의 배우 이완.
  - 대한민국의 배우 나석민.
  - 대한민국의 배우 김하은.
  - 일본의 성우 하시모토 마이.
  - 대한민국의 프로게이머 최우범.
- 1월 4일
  - 대한민국의 작곡가 심은지.
  - 대한민국의 배우 오인혜. (~2020년)
- 1월 5일
  - 일본의 배우, 가수, 모델 나가사와 나오.
  - 대한민국의 배우 민영원.
  - 대한민국의 배우 유인영.
  - 대한민국의 희극인 이찬.
- 1월 6일
  - 미국의 희극인, 배우, 성우 케이트 매키넌.
  - 대한민국의 만화가 CUTEG.
  - 대한민국의 배우, 교수 김규진.
  - 체코의 모델 에릭 트럼프.
- 1월 7일
  - 대한민국의 모델, 배우 공현주.
  - 미국의 야구 선수 존 레스터.
  - 스위스의 전직 프로 축구 선수 샤비에 마르게라.
- 1월 8일
  - 조선민주주의인민공화국의 국무위원장ㆍ조선로동당 총비서 김정은.
  - 대한민국의 배우 전여진.
- 1월 9일 - 대한민국의 가야금연주가 김민영.
- 1월 10일
  - 대한민국의 배우 한주완.
  - 모로코의 축구 선수 마루안 샤마크.
  - 일본의 정치인 마루야마 호다카.
  - 대한민국의 가수, 래퍼 술제이.
- 1월 11일
  - 대한민국의 배우 김시운.
  - 미국의 프로그래머 맷 멀런웨그.
  - 대한민국의 PD 박지혜.
- 1월 12일
  - 이란의 배우 타라네 알리두스티.
  - 멕시코의 전 축구 선수 오리베 페랄타.
- 1월 13일
  - 대한민국의 아나운서 이현주.
  - 대한민국의 프로게이머 박영민.
- 1월 14일
  - 미국의 배우 맷 바.
  - 대한민국의 가수 루시.
- 1월 15일
  - 일본의 성우 요나가 츠바사.
  - 대한민국의 배우 임은경.
- 1월 16일
  - 대한민국의 배우 이다일.
  - 스위스의 축구 선수 슈테판 리히트슈타이너.
  - 남아프리가 공화국의 방송인 브로닌 멀렌.
- 1월 17일
  - 대한민국의  아나운서 이아롬.
  - 대한민국의 배우 장신영.
  - 영국의 전자 음악가 캘빈 해리스.
  - 이탈리아의 방송인, 사업가 알베르토 몬디.
  - 조선민주주의인민공화국의 유도 선수 오정애.
  - 태국의 역도 선수 펜시리 라오스리꾼.
- 1월 18일
  - 대한민국의 아나운서 오승원.
  - 대한민국 국적의 미 영주권자인 버지니아 공대 총기난사 범인 조승희. (~2007년)
  - 대한민국의 야구 선수 최형우.
  - 일본의 축구 선수 하세베 마코토.
- 1월 19일
  - 아르헨티나의 전 축구 선수 니콜라스 파레하.
  - 대한민국의 작가 김민영.
- 1월 20일
  - 대한민국의 야구 선수 양승학.
  - 대한민국의 배우 문선용.
- 1월 21일 - 대한민국의 야구 선수 박용근.
- 1월 22일 - 케냐의 마라톤 선수 데니스 키메토.
- 1월 23일
  - 네덜란드의 축구 선수 아르연 로번.
  - 일본의 축구 선수 오노 시노부.
- 1월 24일
  - 대한민국의 래퍼 팔로알토.
  - 미국의 배우, 영화제작자 저스틴 밸도니.
- 1월 25일
  - 브라질의 축구 선수 호비뉴.
  - 독일의 축구 선수 슈테판 키슬링.
  - 잉글랜드의 축구 선수 패라 윌리엄스.
- 1월 26일
  - 대한민국의 성우 정혜원.
  - 대한민국의 모델, 배우 이현욱.
  - 대한민국의 래퍼 제리케이.
- 1월 27일
  - 대한민국의 성우 최낙윤.
  - 대한민국의 야구 선수 김태완.
  - 대한민국의 희극인 김지석.
  - 대한민국의 가수 손준혁.
  - 대한민국의 싱어송라이터 한채윤.
- 1월 28일
  - 대한민국의 배우 이지호.
  - 대한민국의 유도 선수 안정환.
- 1월 29일
  - 대한민국의 재즈 가수 허소영.
  - 말레이시아의 전 축구 선수 사피 살리.
- 1월 30일
  - 대한민국의 아나운서 우시흥.
  - 대한민국의 바둑 기사 주형욱.
- 1월 31일 - 대한민국의 골프 선수 전상우.

### 2월
- 2월 1일
  - 대한민국의 야구 선수 이여상.
  - 스코틀랜드의 축구 선수 대런 플레처.
  - 대한민국의 야구 선수 이로운.
- 2월 2일 - 미국의 프로레슬링 선수 브라이언 케이지.
- 2월 3일
  - 대한민국의 가수 김준.
  - 대한민국의 재즈 가수 유사랑.
  - 대한민국의 축구 선수 박상철.
  - 사우디아라비아의 축구 선수 사드 알하르티.
- 2월 4일 - 대한민국의 가수 고지후.
- 2월 5일 - 아르헨티나의 축구 선수 카를로스 테베스.
- 2월 7일 - 대한민국의 트로트 가수 신수아.
- 2월 8일
  - 대한민국의 야구 선수 고영민.
  - 대한민국의 뮤지컬 배우 문태유.
- 2월 9일
  - 중국의 가수 한경 (슈퍼주니어).
  - 대한민국의 배우 유다인.
  - 대한민국의 축구 선수 고정빈.
- 2월 10일
  - 대한민국의 배우 김효진.
  - 대한민국의 배우 박은석.
- 2월 11일 - 대한민국의 전 가수 예림.
- 2월 12일 - 대한민국의 배우 신수정.
- 2월 13일
  - 일본의 성우 미나.
  - 미국의 성우 브리나 펄렌시아.
  - 대한민국의 전직 스타크래프트 프로게이머 전태규.
  - 이탈리아의 축구 선수 니코 풀체티.
- 2월 14일
  - 대한민국의 아나운서 엄지인.
  - 대한민국의 배우 한보람.
- 2월 15일
  - 대한민국의 야구 선수 신주영.
  - 대한민국의 배우 윤종훈.
- 2월 16일 - 대한민국의 레이싱 모델 장은정.
- 2월 17일 - 대한민국의 희극인 함효주. (~2013년)
- 2월 18일
  - 대한민국의 가수 린아 (천상지희 더 그레이스).
  - 대한민국의 배우 문지윤. (~2020년)
  - 카메룬의 축구 선수 이드리스 카를로스 카메니.
- 2월 19일
  - 미국의 영화 감독 조시 트랭크.
  - 대한민국의 배우 정민진.
- 2월 20일
  - 대한민국의 배우 이강욱.
  - 일본의 배우 코이데 케이스케.
- 2월 21일
  - 대한민국의 가수 이석훈 (SG 워너비).
  - 대한민국의 래퍼 슬리피 (언터쳐블).
  - 일본의 배우 카리나.
- 2월 22일 - 일본의 그라비아 아이돌, 방송인, 기업인 쇼지 유코.
- 2월 23일
  - 대한민국의 배우 이시유.
  - 대한민국의 배우 정유미.
  - 대한민국의 가수 홍석민.
- 2월 24일
  - 대한민국의 기상캐스터 노은지.
  - 대한민국의 배우 박영린.
  - 대한민국의 전 가수, 배우, 쇼호스트 이세미.
  - 대한민국의 전직 스타크래프트 프로게이머 이주영.
  - 대한민국의 전직 스타크래프트 프로게이머 김슬기.
  - 미국의 프로레슬링 선수 맷 폴린스키.
- 2월 25일
  - 대한민국의 배우 김효서.
  - 대한민국의 바리톤 성악가, 가수 박상돈.
- 2월 26일 - 대한민국의 전직 스타크래프트 프로게이머 김현진.
- 2월 27일
  - 스웨덴의 축구 선수 로타 셸린.
  - 사우디아라비아의 축구 선수 야세르 알모사일렘.
- 2월 28일
  - 리투아니아의 근대5종 선수 라우라 아사다우스카이테.
  - 체코의 모델 카롤리나 쿠르코바.
- 2월 29일
  - 대한민국의 배우 강정우.
  - 루마니아의 권투 선수 이오누츠 게오르게.
  - 일본의 가수 요시오카 키요에 (이키모노가카리).
  - 일본의 배우 이마이 리카.

### 3월
- 3월 1일 - 대한민국의 야구 선수 정현석.
- 3월 2일
  - 대한민국의 배우 전태수.
  - 조선민주주의인민공화국의 축구 선수 정대세.
  - 대한민국의 배우 성혁.
  - 미국의 성우 이언 싱클레어.
  - 대한민국의 가수 최정철.
  - 대한민국의 연주자 최광문.
- 3월 3일
  - 대한민국의 가수 온희정.
  - 대한민국의 야구 선수 김준호.
  - 일본의 배우 요시자와 아키호.
  - 대한민국의 배우 이서연.
- 3월 4일
  - 중국의 방송인 장위안.
  - 대한민국의 배우 정재헌.
  - 대한민국의 전 야구 선수 송수.
- 3월 5일 - 대한민국의 전 축구 선수 황병주.
- 3월 6일
  - 일본의 방송인, 가수, 모델, 사업가 벡키.
  - 네덜란드의 중국계 탁구 선수 리제.
  - 프랑스의 배우 레일라 베크티.
- 3월 7일
  - 대한민국의 전 스타크래프트 프로게이머 박외식.
  - 프랑스의 축구 선수 마티외 플라미니.
- 3월 8일 - 프랑스의 전 축구 선수 리오 마뷔바.
- 3월 9일 - 대한민국의 래퍼 사이먼 도미닉 (슈프림 팀).
- 3월 10일 - 아일랜드, 미국의 배우, 영화감독 올리비아 와일드.
- 3월 11일
  - 일본의 모델, 가수, 배우 쓰치야 안나.
  - 대한민국의 야구 선수 노경은.
- 3월 12일
  - 대한민국의 전 축구 선수 김우주.
  - 대한민국의 레이싱 모델 문세림.
  - 미국의 배우 제이미 알렉산더.
- 3월 13일
  - 대한민국의 배우 이준혁.
  - 일본의 성우, 가수 난리 유카.
  - 대한민국의 성우 채민지.
  - 대한민국의 배구 선수 한채진.
  - 미국의 배우 레이철 벨라.
- 3월 14일 - 대한민국의 야구 선수 최연오.
- 3월 15일
  - 대한민국의 배우 이윤지.
  - 대한민국의 래퍼 타래.
  - 대한민국의 희극인 이성호.
  - 한국계 미국인 골프 선수 크리스티나 김.
- 3월 16일 - 대한민국의 배우 김민서.
- 3월 17일
  - 대한민국의 가수 주희 (8eight).
  - 대한민국의 야구 선수 송은범.
  - 대한민국의 야구 선수 지석훈.
  - 미국의 배우 라이언 로트먼.
- 3월 18일
  - 미국의 테니스 선수 라지브 램.
  - 아르헨티나의 가수 Annabel.
- 3월 19일 - 대한민국의 기자 이지은.
- 3월 20일
  - 스페인의 축구 선수 페르난도 토레스.
  - 대한민국의 배우 신주아.
- 3월 21일
  - 대한민국의 야구 선수 서동욱.
  - 우루과이의 축구 선수 기예르모 다니엘 로드리게스.
- 3월 22일 - 대한민국의 군인 이근.
- 3월 23일 - 중국의 태권도 선수 정이.
- 3월 24일
  - 대한민국의 가수 박봄 (2NE1).
  - 미국의 농구 선수 크리스 보시.
- 3월 25일
  - 일본의 성우 이토 미카.
  - 미국의 가수, 배우 캐서린 맥피.
- 3월 26일
  - 대한민국의 성우 한혜원.
  - 대한민국의 육상 선수 이정준.
  - 미국의 모델 세라 진 언더우드.
  - 대한민국의 아나운서 정지원.
- 3월 27일
  - 대한민국의 전 축구 선수, 지도자 오창식.
  - 캐나다의 배우, 영화 제작자, 영화 감독 리처드 디 클레르크.
  - 미국의 배우 에밀리 앤 로이드.
  - 일본의 배우, 성우 다카기 슌.
- 3월 28일
  - 대한민국의 연극배우 장신애.
  - 대한민국의 배우 한준우.
- 3월 29일
  - 일본의 가수 사토다 마이.
  - 튀니지의 상인, 인권운동가 무함마드 부아지지.
- 3월 30일 - 오스트레일리아의 테니스 선수 서맨사 스토서.
- 3월 31일
  - 사우디아라비아의 전 축구 선수 오사마 하우사위.
  - 대한민국의 야구 선수 박경수.
  - 대한민국의 래퍼 정상수.

### 4월
- 4월 1일
  - 오스트레일리아의 배우 루크 아널드.
  - 인도계 영국인 배우 사샤 다완.
- 4월 3일 - 스위스의 바이애슬론 선수 셀리나 가스파린.
- 4월 4일 - 대한민국의 전 농구 선수, 현 농구코치 박구영.
- 4월 5일
  - 대한민국의 배우 신민아.
  - 대한민국의 아나운서 김지연.
- 4월 6일
  - 대한민국의 방송 기자 이정민.
  - 대한민국의 만화가 양찬호.
- 4월 7일 - 캐나다의 래퍼, 프로듀서 벨리.
- 4월 8일
  - 대한민국의 뮤지컬 배우 문진아.
  - 대한민국의 레이싱 모델 이예빈.
  - 대한민국의 축구 선수 김영빈.
  - 대한민국의 피겨 스케이트 선수 신예지.
  - 대한민구의 농구 선수 한정원.
- 4월 9일 - 대한민국의 가수 이경선.
- 4월 10일
  - 미국의 배우, 가수 맨디 무어.
  - 대한민국의 화가 김지희.
  - 대한민국의 배우 이태규.
- 4월 11일
  - 대한민국의 배우 임소영.
  - 대한민국의 배우 한수인.
  - 대한민국의 배우 유연석.
- 4월 12일
  - 대한민국의 탁구 선수 조지훈.
  - 중국의 배우 가내량.
- 4월 13일
  - 덴마크의 축구 선수 안데르스 린데고르.
  - 일본의 배우 미즈시마 히로.
  - 대한민국의 가수 DK.
- 4월 14일
  - 대한민국의 성우 이현.
  - 캐나다의 쇼트트랙 선수 샤를 아믈랭.
  - 아르헨티나의 전 축구 선수 왈테르 몬티요.
  - 일본의 스모 선수 하루마후지 고헤이.
- 4월 15일 - 대한민국의 전 야구 선수 윤석현.
- 4월 16일
  - 일본의 가수 403.
  - 영국의 배우 클레어 포이.
- 4월 17일 - 대한민국의 배우 국지연.
- 4월 18일
  - 카메룬의 격투기 선수 라모우 티에리 소쿠주.
  - 미국의 배우 아메리카 페레라.
  - 대한민국의 전 농구 선수 정병국.
  - 일본의 축구 선수 히다 사토시.
  - 일본의 가수 이케다 히데후미.
- 4월 19일 - 대한민국의 배우 이다해.
- 4월 20일
  - 대한민국의 래퍼 염따.
  - 대한민국의 봅슬레이 선수 이진희.
  - 미국의 잡지 소피아 아모루소.
- 4월 21일
  - 대한민국의 배우 김호창.
  - 대한민국의 아나운서 강서은.
  - 대한민국의 전 농구 선수 정병국.
- 4월 22일 - 대한민국의 가수 이성혁.
- 4월 23일
  - 대한민국의 가수 채윤.
  - 대한민국의 작곡가, 프로듀서 디즈.
- 4월 24일
  - 잉글랜드의 배우 미셸 라이언.
  - 일본의 패션모델, 배우 다카하시 마리코.
  - 중화민국의 정치인 김재익.
- 4월 25일
  - 대한민국의 방송인 채령
  - 미국의 배우, 희극인 질리언 벨.
- 4월 26일
  - 미국의 격투기 선수 카를로스 콘딧.
  - 대한민국의 가수, 배우 남규리.
- 4월 27일
  - 대한민국의 전 축구 선수 김형일.
  - 대한민국의 전 축구 선수 문경민.
  - 일본의 전 축구 선수 아베 노부유키.
  - 미국의 음악가 패트릭 스텀프. (폴 아웃 보이)
- 4월 28일
  - 일본의 성우 토요나가 토시유키.
  - 아이슬란드의 축구 선수 한네스 소르 하들도르손.
  - 대한민국의 배우 하시은.
  - 대한민국의 희극인 서기원.
  - 일본의 성우 오하시 아유루.
- 4월 29일 - 베트남의 성우 후옌찌.
- 4월 30일 - 대한민국의 트로트가수 서인아.

### 5월
- 5월 1일
  - 대한민국의 만화가 김미선.
  - 일본의 가수, 배우 코야마 케이치로 (NEWS).
  - 영국의 배우 사샤 다완.
  - 대한민국의 가수 백수정.
- 5월 2일 - 대한민국의 배우 전석호.
- 5월 3일
  - 대한민국의 배우 김선우.
  - 대한민국의 배우 남상미.
  - 대한민국의 아나운서 김선근.
  - 대한민국의 가수 이기욱.
- 5월 4일
  - 중국의 배우 바오베이얼.
  - 대한민국의 가수, 뮤지컬 배우 김장환.
- 5월 5일 - 대한민국의 성우 김진홍.
- 5월 6일
  - 대한민국의 탁구 선수 문현정.
  - 대한민국의 배우, 방송인 하나경.
  - 일본의 전 축구 선수 후쿠오 다다요.
- 5월 7일
  - 대한민국의 작곡가 최규성.
  - 미국의 전 야구 선수 제임스 로니.
- 5월 8일
  - 프랑스의 배우 아리안 라베드.
  - 러시아의 범죄자 막심 마르친케비치. (~2020년)
  - 미국의 개발자 존 레식.
- 5월 9일 - 미국의 야구 선수 체이스 헤들리.
- 5월 10일
  - 대한민국의 희극인 이희경.
  - 대한민국의 배우 윤예준.
- 5월 11일
  - 대한민국의 전 야구 선수 김형준.
  - 스페인의 축구 선수 안드레스 이니에스타.
- 5월 12일
  - 대한민국의 배우 이아린.
  - 이란의 역도 선수 사자드 아누시르바니.
- 5월 14일
  - 대한민국의 가수 나윤권.
  - 대한민국의 가수 양은지.
  - 대한민국의 배우 연민지.
  - 대한민국의 가수, 배우 주아민.
  - 미국의 프로게이머 및 인터넷 사업가 마크 저커버그.
  - 미국의 성우 제시카 분.
- 5월 15일
  - 미국의 야구 선수 에버렛 티포드.
  - 대한민국의 축구 선수 이현진.
- 5월 16일
  - 케나다의 전 축구 선수 잇세이 나카지마.
  - 미국의 작사가 제임스 폰틀로이.
- 5월 17일
  - 대한민국의 가수 에스진.
  - 대한민국의 축구 선수 최광희.
- 5월 18일
  - 대한민국의 희극인 홍순목.
  - 멕시코의 야구 선수 호아킴 소리아.
  - 슬로바키아의 축구 선수 카밀 코푸네크.
- 5월 19일 - 일본의 성우 사토 타쿠야.
- 5월 20일
  - 대한민국의 전 축구 선수, 범죄자 김동현.
  - 러시아의 배우 다리야 예카마소바.
- 5월 21일 - 인도계 미국인 소프트웨어 엔지니어, 사업가 파라그 아그라왈.
- 5월 22일
  - 대한민국의 레이싱 모델 이은우.
  - 대한민국의 탁구 선수 이수연.
- 5월 23일 - 대한민국의 키보디스트 임호재.
- 5월 24일 - 대한민국의 안무가 리아킴.
- 5월 25일 - 대한민국의 뮤지컬 배우 이지숙.
- 5월 26일 - 대한민국의 연극배우 이하정.
- 5월 27일
  - 대한민국의 쇼핑호스트 박수연.
  - 미국의 배우 대린 브룩스.
- 5월 28일
  - 대한민국의 배우 장미인애.
  - 대한민국의 희극인 오나미.
  - 대한민국의 전 야구 선수 정재엽.
  - 대한민국의 아나운서 강미정.
- 5월 29일 - 미국의 농구 선수 카멜로 앤서니 (뉴욕 닉스).
- 5월 31일
  - 대한민국의 아나운서,방송인 김정은.
  - 대한민국의 아나운서 유혜영.
  - 대한민국의 야구 선수 김종호.

### 6월
- 6월 1일
  - 대한민국의 농구 선수 윤호영.
  - 대한민국의 전 축구 선수 정윤성.
- 6월 2일
  - 대한민국의 럭비 선수 박완용.
  - 대한민국의 배우 연송하.
- 6월 3일 - 일본의 프로 권투 선수 덴쿠 쓰바사.
- 6월 4일
  - 대한민국의 래퍼 허클베리 피.
  - 일본의 배우, 작곡가, 가수 한다 겐토.
- 6월 5일 - 대한민국의 뮤지컬 배우 박수화.
- 6월 6일 - 대한민국의 작곡가, 피아노 연주자 불꽃심장.
- 6월 7일 - 대한민국의 전 배우 김지유.
- 6월 8일
  - 대한민국의 아나운서 김하나.
  - 아르헨티나의 축구 선수 하비에르 마스체라노.
  - 대한민국의 레이싱 모델 홍은빈.
  - 대한민국의 모델, 리포터, 배우 지윤.
- 6월 9일
  - 네덜란드의 축구 선수 베슬러이 스네이더르.
  - 쿠바의 야구 선수 율리에스키 구리엘.
  - 미국의 배우 션 리차드.
- 6월 10일 - 대한민국의 배우 송이우.
- 6월 11일
  - 대한민국의 가수 박세진.
  - 일본의 축구 선수 야나기자키 쇼헤이.
- 6월 12일
  - 대한민국의 영화배우, 뮤지컬 배우 정인지.
  - 대한민국의 마술사 홍준표.
  - 대한민국의 화가 이민주.
- 6월 13일
  - 대한민국의 레이싱 모델 이지효.
  - 일본의 전 축구 선수 무구루마 다쿠야.
- 6월 14일
  - 대한민국의 야구 선수 나주환.
  - 대한민국의 배우 이인.
  - 대한민국의 희극인 김성원.
- 6월 15일
  - 미국의 야구 선수 팀 린스컴.
  - 대한민국의 배우 조용준.
  - 대한민국의 축구 선수 김영우.
- 6월 16일
  - 대한민국의 펜싱 선수 전희숙.
  - 재일교포의 전직 축구 선수 강현수.
  - 미국의 야구 선수 조너선 브록스턴.
- 6월 17일
  - 대한민국의 희극인 류근지.
  - 칠레의 축구 선수 루이스 안토니오 히메네스.
- 6월 18일
  - 대한민국의 모델 이혜정.
  - 일본의 성우 츠지 아유미.
- 6월 19일 - 미국의 배우 폴 다노.
- 6월 20일
  - 대한민국의 배우 이연두.
  - 대한민국의 가수 케이플라워.
- 6월 21일
  - 대한민국의 아나운서 강승화.
  - 대한민국의 배우 서영.
- 6월 22일 - 일본의 성우 오노 유우키.
- 6월 23일
  - 영국의 싱어송라이터 더피.
  - 대한민국의 전 가수, 배우 조민아.
  - 우즈베키스탄의 테니스 선수 아크굴 아만무라도바.
- 6월 24일
  - 미국의 성우 루시언 도지.
  - 대한민국의 희극인 김철민.
  - 미국의 농구 선수 J. J. 레딕.
- 6월 25일 - 대한민국의 배우 김재운.
- 6월 26일
  - 대한민국의 야구 선수 박정준.
  - 프랑스의 싱어송라이터 인딜라.
  - 미국의 배우 오브리 플라자.
  - 대한민국의 배우 김동원.
  - 중화인민공화국의 영화배우 원장.
  - 일본의 전 축구 선수 마키 유키.
- 6월 27일
  - 대한민국의 배우 손호준.
  - 그리스의 축구 선수 호세 홀레바스.
  - 뉴질랜드의 배우 에마 라하나.
- 6월 29일
  - 대한민국의 배우 한지혜.
  - 대한민국의 배우 유설아.
  - 아이슬란드의 축구 선수 에밀 하들프레드손.
  - 호주의 배우 크리스토퍼 이건.
- 6월 30일
  - 미국의 야구 선수 노환수.
  - 스위스 태생의 전 축구 선수 조니 레오니.

### 7월
- 7월 2일
  - 대한민국의 배우 이창욱.
  - 네덜란드의 야구 선수 블라디미르 발렌틴.
  - 대한민국의 전 축구 선수 김진수.
  - 대한민국의 가수 민진.
  - 일본의 모델 후지이 리나.
  - 미국의 피겨 스케이팅 선수 조니 위어.
- 7월 3일
  - 일본의 성우 하나무라 사토미.
  - 아제르바이잔의 일함 알리예프 대통령의 장녀 레일라 알리예바.
- 7월 4일
  - 일본의 가수, 배우 아카니시 진.
  - 대한민국의 배우 이제훈.
- 7월 5일
  - 대한민국의 방송인 김엔젤라.
  - 대한민국의 기타 연주가 임정현.
  - 대한민국의 배우 연우진.
- 7월 6일
  - 대한민국의 연극배우 신현우.
  - 아르메니아의 권투 선수 흐라치크 자바햔.
- 7월 7일
  - 도미니카 공화국의 야구 선수 알프레도 피가로.
  - 일본의 야구 선수 사카구치 도모타카.
  - 일본의 배우 이토 요스케.
- 7월 8일
  - 대한민국의 배드민턴 선수 황지만.
  - 대한민국의 양궁 선수 최보민.
- 7월 9일 - 일본의 성우 코쿠류 사치.
- 7월 10일 - 대한민국의 배우 염지영.
- 7월 11일 - 대한민국의 작곡가 블랙아이드필승.
- 7월 12일
  - 대한민국의 전 가수, 배우 김보미.
  - 일본의 가수, 성우 난조 요시노 (fripSide).
  - 미국의 배우 및 모델 내털리 마르티네스.
- 7월 13일
  - 대한민국의 야구 선수 이성열.
  - 일본의 성우 겸 배우, 가수 요시다 히토미.
  - 미국의 프로레슬링 선수 제이콥 크리스트.
- 7월 14일
  - 대한민국의 치어리더 배수현.
  - 슬로베니아의 축구 선수 사미르 한다노비치.
  - 브라질의 축구 선수 니우마르.
- 7월 16일 - 인도, 영국의 배우 카트리나 카이프.
- 7월 17일 - 대한민국의 아나운서 김솔희.
- 7월 18일
  - 대한민국의 배우 최성재.
  - 핀란드의 축구 선수 벨리 람피.
- 7월 19일
  - 대한민국의 희극인 박광수.
  - 캐나다의 성우, 배우 앤드리아 리브먼.
- 7월 20일
  - 일본의 성우 오키 카나에.
  - 프랑스의 프리스타일 스키 선수 마리 마르티노.
- 7월 21일
  - 대한민국의 성우 권창욱.
  - 영국의 배우 케이티 루이즈 손더스.
- 7월 22일
  - 대한민국의 배우 이정길.
  - 스웨덴의 싱어송라이터 엘린 란토.
  - 우크라이나의 펜싱 선수 올레흐 슈투르바빈.
- 7월 23일 - 우루콰이의 축구 선수 왈테르 가르가노.
- 7월 24일
  - 대한민국의 국악인 하윤주.
  - 일본의 가수 HIROKO (mihimaru GT).
- 7월 25일
  - 대한민국의 가수 레이디 제인.
  - 대한민국의 피아니스트 임동혁.
  - 대한민국의 배우 문제영.
  - 사우디아라비아의 축구 선수 타이시르 알자심.
- 7월 26일 - 대한민국의 야구 선수 김대우.
- 7월 27일 - 일본의 프로 야구 선수 니시오카 쓰요시.
- 7월 28일
  - 대한민국의 야구 선수 윤규진.
  - 대한민국의 가수 최상.
- 7월 29일 - 우크라이나의 전직 리듬체조 선수 한나 베즈소노바.
- 7월 30일
  - 미국의 배우 지나 로드리게스.
  - 일본의 배우 와타나베 나오코.
- 7월 31일 - 대한민국의 야구 선수 허도환.

### 8월
- 8월 1일
  - 대한민국의 아나운서 유지원.
  - 독일의 축구 선수 바스티안 슈바인슈타이거.
  - 대한민국의 축구 선수 유현.
- 8월 2일
  - 이탈리아의 축구 선수 잠파올로 파치니.
  - 스웨덴의 축구 선수 닐라 피셰르.
  - 대한민국의 아나운서 조은유.
  - 대한민국의 래퍼 딥플로우.
  - 대한민국의 성우 박노식.
- 8월 3일
  - 일본의 일러스트레이터 야스.
  - 대한민국의 배우 한설아.
  - 캐나다의 배우 카일 슈미드.
  - 미국의 수영 선수 라이언 록티.
- 8월 4일 - 러시아의 전 리듬 체조 선수, 코치 나탈리야 라브로바. (~2010년)
- 8월 5일 - 캐나다의 배우 라이언 맥도널드.
- 8월 6일
  - 대한민국의 양궁 선수 최현주.
  - 프랑스, 모로코의 가수, 댄서, 배우 소피아 에사이디.
- 8월 7일
  - 대한민국의 시조시인 겸 인권운동가 육우당. (~2003년)
  - 대한민국의 배우 윤지욱.
- 8월 8일
  - 대한민국의 배우 유호린.
  - 대한민국의 전 야구 선수 김동건.
  - 대한민국의 전 스키점프 선수 강칠구.
  - 대한민국의 배우 이승훈.
- 8월 9일
  - 일본의 양궁 선수 후루카와 다카하루.
  - 일본의 양궁 선수 노다 사쓰키.
- 8월 10일
  - 대한민국의 배우 유동혁.
  - 일본의 배우 하야미 모코미치.
  - 미국의 배우 라이언 이골드.
- 8월 11일
  - 대한민국의 전 야구 선수 정재원.
  - 대한민국의 뮤지컬 배우 주민진.
- 8월 12일 - 일본의 배우 아이다 유아.
- 8월 13일
  - 대한민국의 전 농구 선수 김태술.
  - 대한민국의 가수 소울크라이.
  - 크로아티아의 전 축구 선수 니코 크란차르.
- 8월 14일
  - 이탈리아의 축구 선수 조르조 키엘리니.
  - 대한민국의 전 아이스하키 선수 이규선.
  - 스웨덴의 프로 테니스 선수 로빈 쇠델링.
- 8월 15일 - 미국의 야구 선수 제로드 다이슨.
- 8월 17일 - 대한민국의 배우 정동욱.
- 8월 18일 - 일본의 성우 카나다 아키.
- 8월 19일 - 잉글랜드의 축구 선수 라이언 테일러.
- 8월 20일
  - 프랑스의 축구 선수 로라 조르주.
  - 일본의 배우 모리야마 미라이.
- 8월 21일
  - 미국의 전 프로레슬링 선수 이브 토러스.
  - 프랑스의 가수, 댄서, 성우 알리제.
- 8월 22일
  - 대한민국의 배우 박지연.
  - 터키의 사업가, 통역가, 방송인 에네스 카야.
- 8월 23일 - 대한민국의 바둑 기사 박정상.
- 8월 24일
  - 대한민국의 배우 서지혜.
  - 대한민국의 가수 예성 (슈퍼주니어).
  - 대한민국의 배우 손성윤.
  - 대한민국의 배우 이지현.
  - 대한민국의 희극인, 기자 조정린.
  - 대한민국의 가수 니모.
- 8월 25일
  - 대한민국의 가수 아유미.
  - 대한민국의 성우 여윤미.
  - 대한민국의 배우 김옹.
- 8월 26일
  - 대한민국의 희극인 유인석.
  - 대한민국의 야구 선수 최진호.
- 8월 27일
  - 가나의 축구 선수 설리 문타리.
  - 대한민국의 희극인 양귀비.
- 8월 28일
  - 대한민국의 배우 소이현.
  - 일본의 축구 선수 구도 고헤이.
- 8월 29일
  - 대한민국의 배우 김유리.
  - 대한민국의 필드하키 선수 김영진.
- 8월 30일
  - 대한민국의 축구 선수 김태진.
  - 쿠바의 권투 선수 얌피에르 에르난데스.
- 8월 31일
  - 대한민국의 성악가, 오페라가수 김민성.
  - 미국의 아이스하키 선수 라이언 케슬러.
  - 오스트레일리아의 프리스타일 스키 선수 데이비드 모리스.

### 9월
- 9월 1일
  - 스웨덴의 작곡가 루드비그 예란손.
  - 일본의 배우 히라오카 유타.
  - 미국의 음악가 조 트로먼. (폴 아웃 보이)
- 9월 2일 - 타이완의 가수, 배우 당우철.
- 9월 3일
  - 대한민국의 가수 서인영 (쥬얼리).
  - 대한민국의 만화가 박태준.
  - 대한민국의 축구 선수 최종혁.
- 9월 4일 - 대한민국의 희극인 신고은.
- 9월 5일 - 대한민국의 배구 선수 한송이.
- 9월 6일
  - 대한민국의 아나운서 채솔이.
  - 대한민국의 축구 선수 박주용.
- 9월 7일
  - 대한민국의 배우 백서빈.
  - 브라질의 축구 선수 주앙 미란다.
- 9월 8일 - 대한민국의 가수 브라우니.
- 9월 9일
  - 대한민국의 가수 장성재.
  - 미국의 야구 선수 브렛 필.
- 9월 10일 - 일본의 성우 신도 케이.
- 9월 11일
  - 일본의 가수 야스다 쇼타 (칸쟈니∞).
  - 대한민국의 레이싱 모델 이성화.
- 9월 12일
  - 대한민국의 가수 김용준.
  - 브라질의 종합 격투기 선수 주니오르 두스 산투스.
  - 일본의 성우 마츠모토 마리카.
- 9월 14일
  - 미국의 배우 아담 램버그.
  - 대한민국의 가수 왕배.
  - 일본의 배우 하야세 에리나.
- 9월 15일 - 영국의 왕 서식스 공작 해리.
- 9월 16일 - 대한민국의 만화가, 작가, 작사가 닥터베르.
- 9월 17일
  - 대한민국의 배우 오은호.
  - 대한민국의 사회운동가 김지윤.
- 9월 18일
  - 미국의 배우 니나 아리안다.
  - 잉글랜드의 래퍼 디지 래스컬.
- 9월 19일
  - 미국의 전직 프로레슬링 선수 에바 마리.
  - 대한민국의 레이싱모델 한소정.
  - 대한민국의 스타크래프트 프로게이머 박경락. (~2019년)
  - 대한민국의 당구 선수 한주희.
- 9월 20일
  - 대한민국의 희극인 최충호.
  - 프랑스의 피겨 스케이틴 선수 브라이언 주베르.
- 9월 21일 - 대한민국의 작곡가 겸 프로듀서 숨셔.
- 9월 22일
  - 대한민국의 아나운서 이인경.
  - 대한민국의 가수 범키.
  - 대한민국의 야구 캐스터 정용검.
  - 브라질의 축구 선수 치아구 시우바.
  - 중화민국의 배우 고이상. (~2019년)
- 9월 23일 - 미국의 야구 선수 맷 켐프.
- 9월 24일 - 멕시코의 래퍼 다리우스.
- 9월 25일 - 대한민국의 유튜버 효자손.
- 9월 26일 - 대한민국의 전직 스타크래프트 프로게이머 박영훈.
- 9월 27일
  - 캐나다의 가수 에이브릴 라빈.
  - 일본의 전 프로 야구 선수, 야구 해설가, 야구 지도자 나가이 사토시.
- 9월 28일
  - 대한민국의 야구 선수 임준혁.
  - 대한민국의 CBS 소속 아나운서 이지민.
  - 독일의 축구 선수 마티외 발뷔에나.
  - 미국의 야구 선수 라이언 짐머맨.
  - 미국의 가수 멜로디 손턴.
- 9월 29일
  - 대한민국의 정치인 이기인.
  - 독일의 축구 선수 페어 메르테자커.
- 9월 30일
  - 대한민국의 가수, 방송인 권지안.
  - 대한민국의 전 가수, 배우 이은.

### 10월
- 10월 1일
  - 대한민국의 배우 안미나.
  - 대한민국의 배우 지찬.
  - 대한민국의 배우 강민석.
  - 미국의 야구 선수 맷 케인.
- 10월 2일 - 대한민국의 가수 노바 킴.
- 10월 3일 - 대한민국의 전 가수, 배우 윤은혜 (베이비복스).
- 10월 4일 - 대한민국의 뮤지컬 배우 황이건.
- 10월 5일
  - 대한민국의 배우 이수민.
  - 우크라이나의 체조 선수 올렉산드르 보로뵤우.
- 10월 6일
  - 대한민국의 가수 민경훈.
  - 뉴질랜드의 육상 선수 밸러리 애덤스.
- 10월 7일
  - 일본의 배우 이쿠타 토마.
  - 대한민국의 전직 스타크래프트 프로게이머 이용범.
- 10월 8일
  - 대한민국의 아나운서 김대호.
  - 대한민국의 가수 정호.
- 10월 9일
  - 대한민국의 기상 캐스터 추혜정.
  - 대한민국의 야구 선수 임준혁.
  - 대한민국의 전직 리브 오브 스타크래프트 프로게이머 박성준.
  - 일본의 전 축구 선수 오카모토 류노스케.
- 10월 10일
  - 일본의 배우 쿠리야마 치아키.
  - 일본의 배우, 성우 호소가이 케이.
- 10월 11일
  - 중국의 가수 장량잉.
  - 폴란드의 역도 선수 [[바르트워미에이 본크].
- 10월 12일
  - 대한민국의 배우 황정서.
  - 대한민국의 뮤지컬 배우 정선아.
- 10월 13일 - 일본의 싱어송라이터 Misono.
- 10월 14일
  - 대한민국의 희극인 미자.
  - 대한민국의 야구 선수 전병두.
  - 대한민국의 축구 선수 홍경숙.
  - 잉글랜드의 전직 축구 선수 앨릭스 스콧.
- 10월 15일
  - 우크라이나의 권투 선수 비야체슬라우 흘라즈코우.
  - 잉글랜드의 싱어송라이터 제시 웨어.
- 10월 16일
  - 조선민주주의인민공화국의 축구 선수 김명길.
  - 대한민국의 축구 선수 김정미.
  - 대한민국의 가수 나오미.
- 10월 17일 - 미국의 배우 크리스 로웰.
- 10월 18일
  - 미국의 스키 선수 린지 본.
  - 대한민국의 야구 선수 김재천.
  - 인도의 배우 프리다 핀토.
- 10월 19일
  - 일본의 성우 후지타 사키.
  - 미국의 자전거 경기 선수 마이크 데이.
- 10월 20일
  - 대한민국의 희극인 박은영.
  - 대한민국의 아나운서 이서진.
  - 대한민국의 배우 임화영.
- 10월 21일
  - 대한민국의 배우 정우식.
  - 대한민국의 배우 송지인.
- 10월 22일
  - 대한민국의 웹툰 작가 기안84.
  - 이탈리아의 배우 루카 마리넬리.
  - 대한민국의 축구 선수 이호.
  - 일본의 전 프로 야구 선수 아사오 다쿠야.
- 10월 23일
  - 대한민국의 배우 이영아.
  - 베트남의 성우 아인뚜언.
- 10월 24일 - 일본의 가수 기무라 카에라.
- 10월 25일 - 미국의 가수 케이티 페리.
- 10월 26일
  - 미국의 피겨 스케이팅 선수 사샤 코언.
  - 중화인민공화국의 배우, 가수 치웨이.
- 10월 27일
  - 크로아티아의 축구 선수 다니옐 수바시치.
  - 대한민국의 가수 김윤주.
- 10월 28일
  - 대한민국의 희극인 문규박.
  - 대한민국의 전직 스타크래프트 프로게이머 박성준.
- 10월 29일
  - 대한민국의 배우 이청아.
  - 대한민국의 축구 선수 김태진.
- 10월 30일 - 대한민국의 가수 네이든 리.
- 10월 31일
  - 대한민국의 배우 민지아.
  - 일본의 성우 아카바네 켄지.
  - 대한민국의 배우 장윤서.

### 11월
- 11월 1일
  - 대한민국의 미스코리아, 방송 기자 권은영.
  - 덴마크의 핸드볼 선수 레네 토프트 한센.
- 11월 2일 - 대한민국의 배우 경성환.
- 11월 3일
  - 일본의 가수, 배우 니시키도 료.
  - 일본의 전 배우 후쿠이 미나.
  - 대한민국의 야구 선수 고우석.
- 11월 4일
  - 대한민국의 전직 스타크래프트 프로게이머 이창훈.
  - 미국의 프로레슬링 선수 라이언 네메스.
- 11월 5일
  - 대한민국의 모델, 배우 정천석.
  - 대한민국의 레이싱 모델 서유진.
  - 케냐의 육상 선수 엘리우드 킵초게.
- 11월 6일
  - 대한민국의 배우 민지현.
  - 대한민국의 바둑 기사 박지훈.
- 11월 7일
  - 대한민국의 가수 및 음악 프로듀서 나잠 수.
  - 도미니카 공화국의 모델, 가수, 배우 아멜리아 베가.
- 11월 8일 - 대한민국의 기업인 김기웅.
- 11월 9일
  - 대한민국의 배우 구혜선.
  - 대한민국의 가수 세븐.
- 11월 10일
  - 이집트의 축구 선수 아흐메드 파티.
  - 일본의 만화가, 소설가 카미야 유우.
  - 일본의 댄서 NAOKI.
  - 일본의 야구 선수 마키타 가즈히사.
- 11월 11일 - 아이슬란드의 축구 선수 비르키르 사이바르손.
- 11월 12일 - 대한민국의 가수 박산다라 (2NE1).
- 11월 13일
  - 대한민국의 연극배우, 작가 김윤희.
  - 스페인의 축구 선수 루카스 바스케스.
  - 미국의 배우, 가수 루커스 그레이빌.
- 11월 14일
  - 오스트레일리아의 축구 선수 리사 디 배나.
  - 대한민국의 과학일레스트레이터 이솔.
- 11월 15일
  - 대한민국의 희극인 허안나.
  - 영국의 모델, 배우 제마 앳킨슨.
  - 대한민국의 미스코리아 박시원.
  - 대한민국의 가수 혜원.
- 11월 16일 - 대한민국의 미스코리아 조혜진.
- 11월 17일
  - 대한민국의 배우 곽지유.
  - 대한민국의 배우 박한별.
  - 대한민국의 싱어송라이터, 프로듀서 유준성.
  - 일본의 성우 하야마 이쿠미.
- 11월 18일
  - 대한민국의 배우 정새별.
  - 대한민국의 전 야구 선수 권영진.
  - 일본의 가수 치바 료헤이 (w-inds.).
  - 미국의 음악가 조니 크라이스트.
- 11월 19일 - 대한민국의 야구 선수 안영명.
- 11월 20일
  - 대한민국의 가수 알리.
  - 대한민국의 작곡가 정연우.
  - 대한민국의 배우 이지연.
  - 일본의 전 축구 선수 다무라 나오야.
- 11월 21일
  - 미국의 배우, 가수, 사진가 제나 멀론.
  - 대한민국의 배우 정후. (~2016년)
- 11월 22일
  - 대한민국의 배우 정지윤.
  - 미국의 배우 스칼렛 요한슨.
  - 일본의 전 축구 선수 하타노 히로시.
- 11월 23일
  - 일본의 전 축구 선수 소노다 다쿠야.
  - 대한민국의 가수 미카.
- 11월 24일 - 대한민국의 전직 스타크래프트 프로게이머 박신영.
- 11월 25일 - 프랑스의 배우 가스파르 윌리엘. (~2022년)
- 11월 26일
  - 대한민국의 배우 김경남.
  - 자메이카의 전 축구 선수 라이언 존슨.
  - 스페인의 축구 선수 안토니오 푸에르타. (~2007년)
- 11월 27일 - 일본의 성우 킷타 이즈미.
- 11월 28일
  - 미국의 배우 메리 엘리자베스 윈스테드.
  - 대한민국의 아나운서 이현동.
- 11월 29일
  - 대한민국의 가수, 배우 지현우.
  - 대한민국의 배우 최윤소.
  - 대한민국의 스타크래프트 프로게이머 서기수.
- 11월 30일
  - 대한민국의 희극인 김지민.
  - 대한민국의 만화가 계란계란.
  - 네덜란드의 축구 선수 나이젤 더 용.

### 12월
- 12월 2일 - 대한민국의 가수 윤학 (초신성).
- 12월 3일 - 그리스의 축구 선수 아브람 파파도풀로스.
- 12월 4일 - 일본의 레슬링 선수 유모토 신이치.
- 12월 5일
  - 대한민국의 배우 곽민호.
  - 대한민국의 바둑 기사 김주호.
- 12월 6일
  - 대한민국의 가수 유리.
  - 대한민국의 지방의원 김영석. (~2020년)
  - 일본의 아이돌 우사미 유키. (AKB48)
- 12월 7일
  - 헝가리의 축구 심판 쿨차르 커털린.
  - 스페인의 축구 선수 산티 카소를라.
  - 우크라이나의 펜싱 선수 이호르 레이즐린.
- 12월 8일
  - 일본의 가수 TAKAHIRO (EXILE).
  - 일본의 성인 비디오 아이카 슌.
- 12월 9일
  - 대한민국의 래퍼 백찬 (8eight).
  - 일본의 성우 마키구치 마유키.
- 12월 10일 - 대한민국의 성우 이인석.
- 12월 11일
  - 대한민국의 배우 허인범.
  - 잉글랜드의 축구 선수 레이턴 베인스.
- 12월 12일 - 덴마크의 축구 선수 다닐 아게르.
- 12월 13일
  - 대한민국의 탁구 선수 이정우.
  - 대한민국의 전직 스타크래프트 프로게이머 조용호.
- 12월 14일 - 대한민국의 전 축구 선수 김민수.
- 12월 15일
  - 대한민국의 배우 남윤호.
  - 대한민국의 배우 이재윤.
  - 일본의 배우 바바 료마.
  - 슬로바키아의 축구 선수 마르틴 슈크르텔.
- 12월 16일 - 푸에르토리코의 야구 선수 마리오 산티아고.
- 12월 17일 - 미국의 싱어송라이터, 음악 프로듀서 미키 에코.
- 12월 18일 - 대한민국의 아이스하키 선수 김원중.
- 12월 19일 - 대한민국의 양궁 선수 최용희.
- 12월 20일
  - 그리스의 축구 선수 니콜라오스 카라벨라스.
  - 오스트레일리아의 배우 보비 몰리.
- 12월 21일
  - 대한민국의 야구 선수 고창성 (NC 다이노스).
  - 대한민국의 배우 김산.
- 12월 22일
  - 스웨덴의 가수 베이스헌터.
  - 일본의 전 축구 선수 하타노 히로시.
- 12월 23일 - 대한민국의 배우 한예리.
- 12월 24일
  - 대한민국의 전직 스타크래프트 프로게이머 박태민.
  - 대한민국의 희극인 박지선. (~2020년)
- 12월 25일 - 대한민국의 레이싱모델 김나현.
- 12월 26일
  - 대한민국의 희극인 김회경.
  - 대한민국의 쇼트 트랙 스피드 스케이팅 선수 최은경.
- 12월 27일
  - 대한민국의 비보이 선수 Hong10.
  - 대한민국의 희극인, 가수 김태환.
- 12월 29일 - 대한민국의 희극인 송영길.
- 12월 30일
  - 미국의 농구 선수 르브론 제임스.
  - 미국의 가수, 배우 앤드라 데이.
- 12월 31일 - 대한민국의 미스코리아 임혜림.

### 미상
- 미국의 배우 해나 R. 홀.
- 대한민국의 보디빌더 권순일.
- 대한민국의 기자 김경진.
- 대한민국의 가수 김주완.
- 대한민국의 한의사, 배우, 뮤지션 김태진.
- 대한민국의 금융인, 기업인 김현준.
- 대한민국의 가수 서이연.
- 대한민국의 영화 감독 강민지.
- 대한민국의 농구 선수 김동우.
- 대한민국의 음악인 김민섭.
- 대한민국의 야구 선수 김성대.
- 대한민국의 탁구 선수 김수진.
- 대한민국의 b-boy, 배우 박지훈.
- 대한민국의 야구 선수 서정.
- 대한민국의 영화 배우 이우정.
- 대한민국의 농구 선수 이정준.
- 대한민국의 영화 스텝 최정원.
- 일본의 축구 선수 다카하시 사토시.
- 대한민국의 변호사 안소현.

## 사망

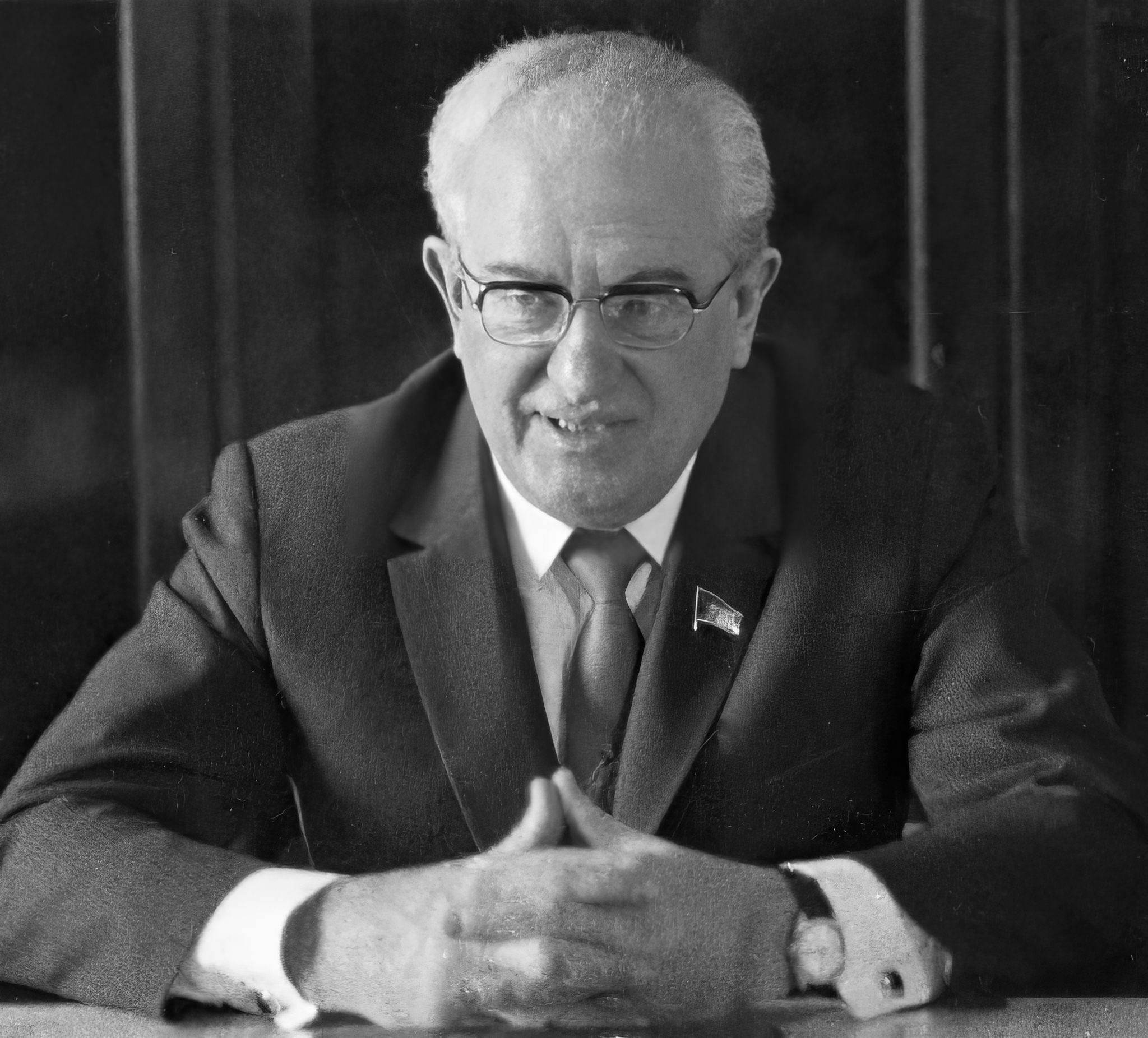
유리 안드로포프

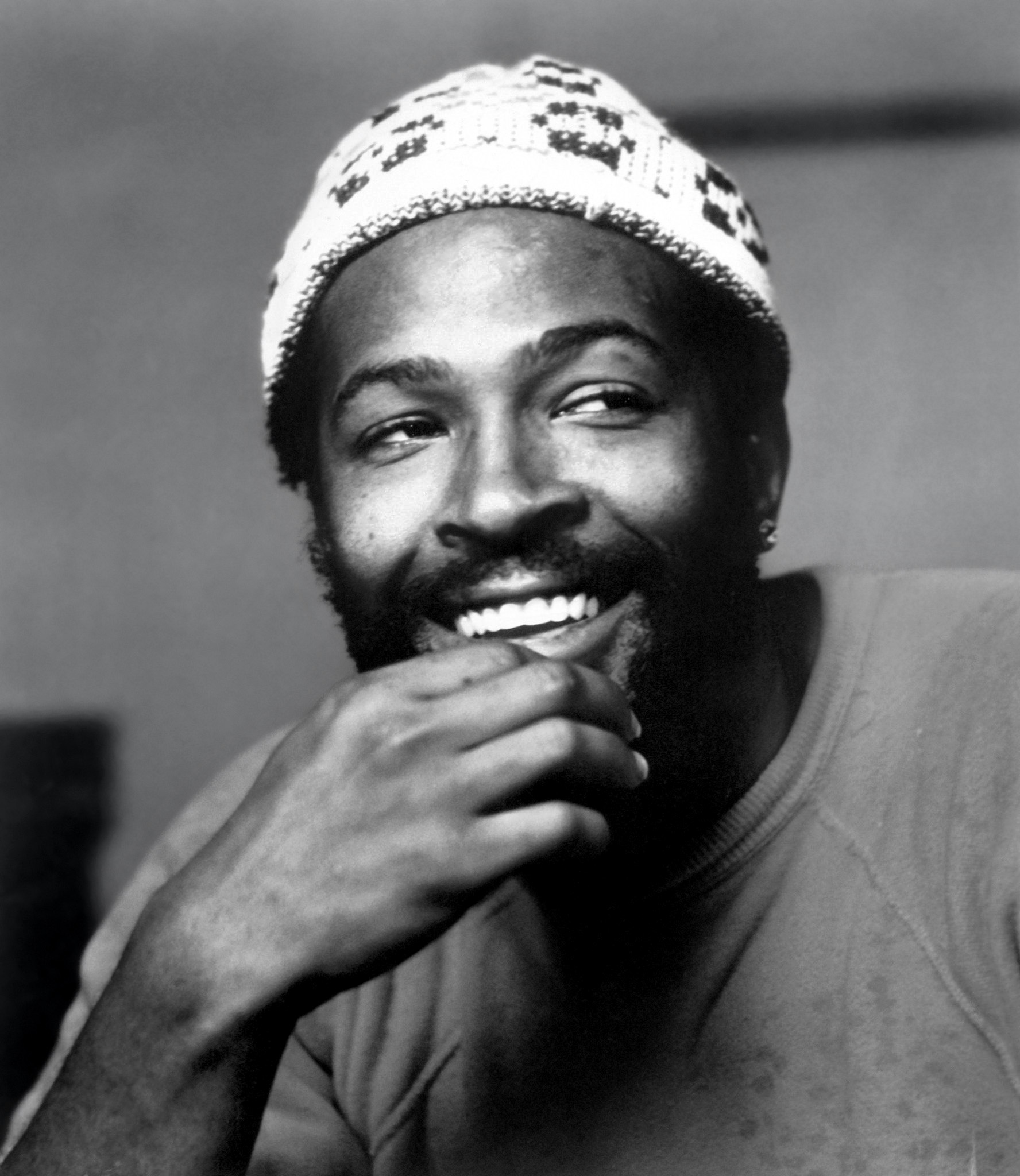
마빈 게이

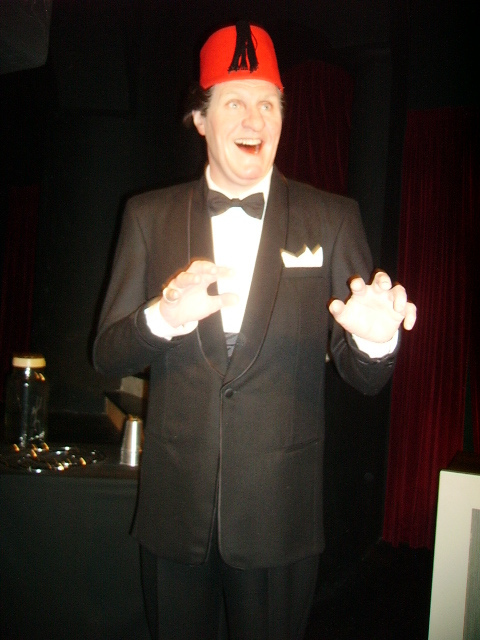
토미 쿠퍼

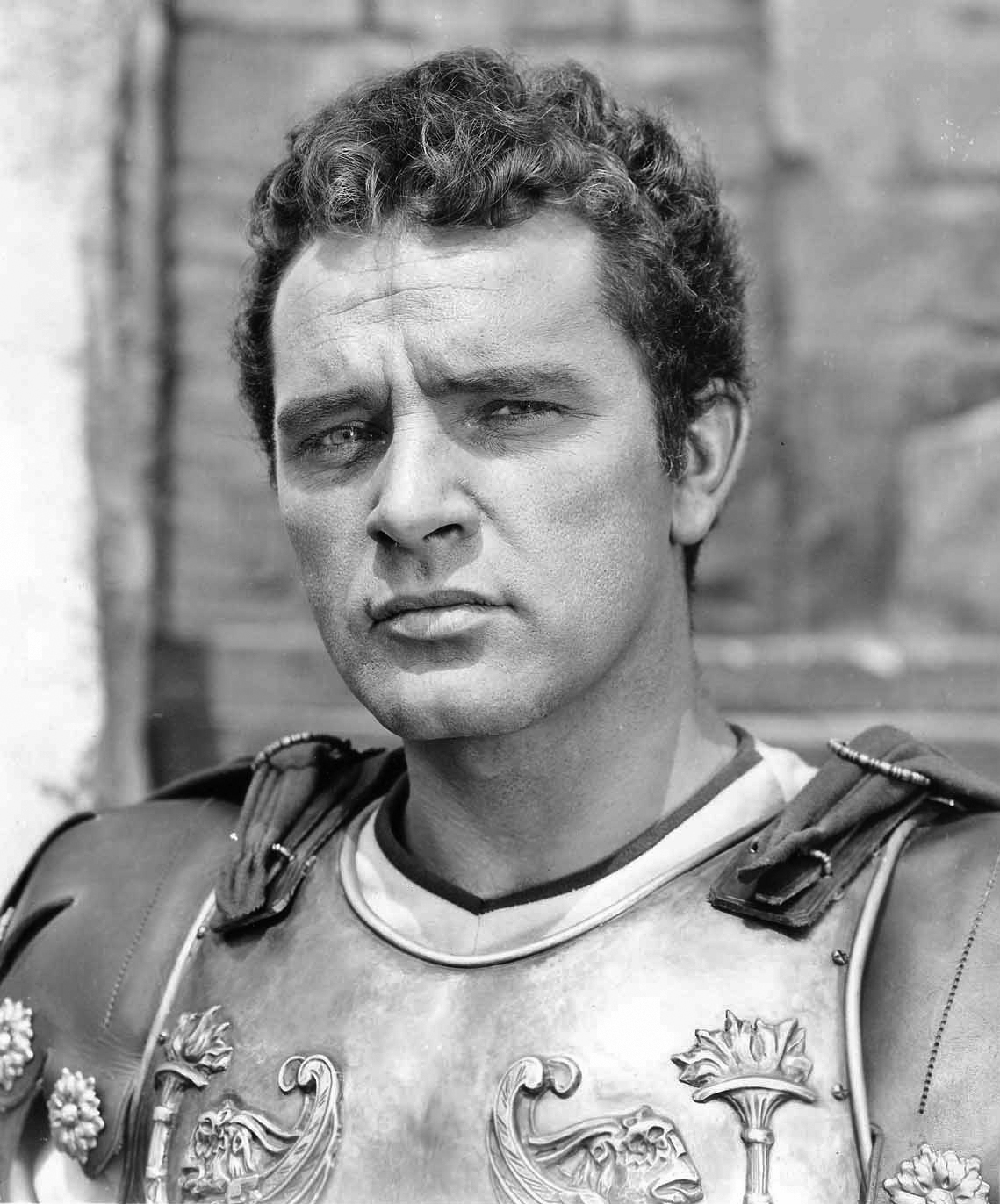
리처드 버턴

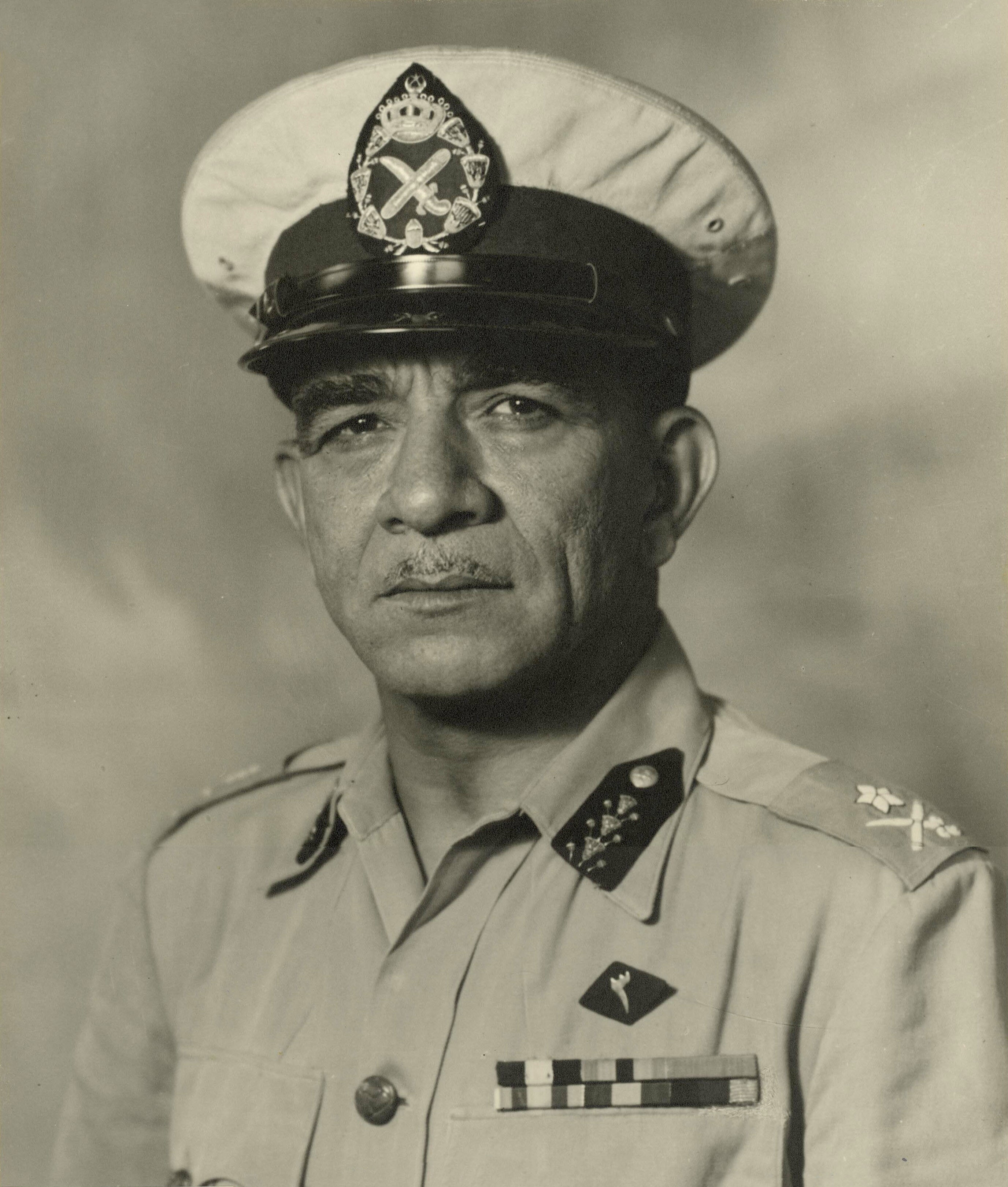
무하마드 나기브

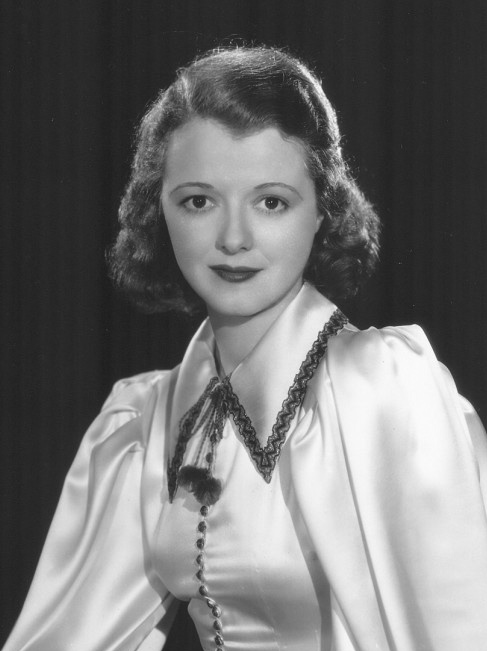
재닛 게이너

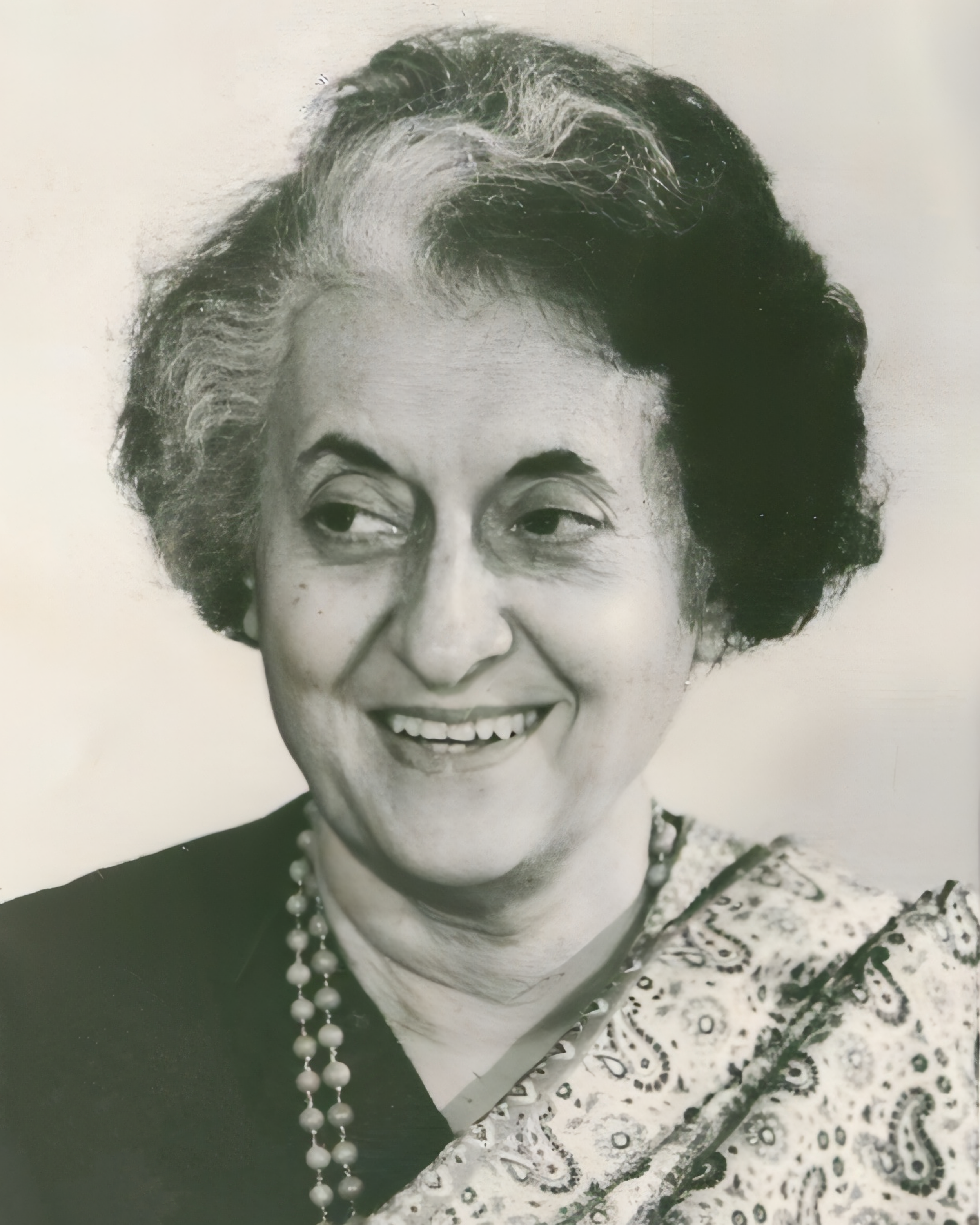
인디라 간디

- 1월 17일 - 일본의 극우 운동가 고다마 요시오. (1911년~)
- 2월 6일 - 일본의 프로 야구 선수, 야구 지도자 미하라 오사무. (1911년~)
- 2월 9일 - 구 소련의 정치인 유리 안드로포프. (1914년~)
- 2월 24일 - 대한민국의 청년운동가, 영화 제작자 이화룡. (1914년~)
- 3월 9일 - 영국의 작곡가 이모겐 홀스트. (1907년~)
- 3월 23일 - 대한제국의 황실 황족 이곤. (1919년~)
- 3월 26일 - 기니의 독립운동가 초대 대통령 아메드 세쿠 투레. (1922년~)
- 4월 1일 - 미국의 음악가 마빈 게이. (1939년~)
- 4월 15일 - 영국의 희극인 토미 쿠퍼. (1921년~)
- 5월 13일 - 폴란드계 미국의 수학자 스타니스와프 울람. (1909년~)
- 5월 16일
  - 미국의 극작가, 소설가 어윈 쇼. (1913년~)
  - 중국 현대의 평론가·교육가 청팡우. (1897년~)
- 6월 26일 - 프랑스의 철학자 미셸 푸코. (1926년~)
- 6월 30일 - 미국의 작가 릴리언 헬먼. (1905년~)
- 8월 5일 - 영국의 배우 리처드 버턴. (1925년~)
- 8월 29일 - 이집트의 초대 대통령 무하마드 나기브. (1901년~)
- 9월 14일 - 미국의 배우 재닛 게이너. (1906년~)
- 10월 8일 - 대한민국의 군인, 정치인 김형욱. (1925년~)
- 10월 21일 - 프랑스의 영화 감독 프랑수아 트뤼포. (1932년~)
- 10월 20일 - 영국의 물리학자 폴 디랙. (1902년~)
- 10월 31일 - 인도의 총리 인디라 간디. (1917년~)
- 12월 20일 - 러시아 정치인 드미트리 우스티노프. (1908년~)
- 12월 28일 - 미국의 영화 감독 샘 페킨파. (1925년~)

## 노벨상
- 경제학상: 리처드 스톤
- 문학상: 야로슬라프 사이페르트
- 물리학상: 카를로 루비아,시몬 반 데르 메르
- 생리학 및 의학상: 넬스 K. 예르네,게오르게스 J.F 쾰러,체자르 밀스테인
- 평화상: 데즈먼드 투투
- 화학상: 브루스 메리필드

## 달력
| 1월 |    |    |    |    |    |    |
| 일  | 월 | 화 | 수 | 목 | 금 | 토 |
| 1   | 2  | 3  | 4  | 5  | 6  | 7  |
| 8   | 9  | 10 | 11 | 12 | 13 | 14 |
| 15  | 16 | 17 | 18 | 19 | 20 | 21 |
| 22  | 23 | 24 | 25 | 26 | 27 | 28 |
| 29  | 30 | 31 |    |    |    |    |

| 2월 |    |    |    |    |    |    |
| 일  | 월 | 화 | 수 | 목 | 금 | 토 |
|     |    |    | 1  | 2  | 3  | 4  |
| 5   | 6  | 7  | 8  | 9  | 10 | 11 |
| 12  | 13 | 14 | 15 | 16 | 17 | 18 |
| 19  | 20 | 21 | 22 | 23 | 24 | 25 |
| 26  | 27 | 28 | 29 |    |    |    |

| 3월 |    |    |    |    |    |    |
| 일  | 월 | 화 | 수 | 목 | 금 | 토 |
|     |    |    |    | 1  | 2  | 3  |
| 4   | 5  | 6  | 7  | 8  | 9  | 10 |
| 11  | 12 | 13 | 14 | 15 | 16 | 17 |
| 18  | 19 | 20 | 21 | 22 | 23 | 24 |
| 25  | 26 | 27 | 28 | 29 | 30 | 31 |

| 4월 |    |    |    |    |    |    |
| 일  | 월 | 화 | 수 | 목 | 금 | 토 |
| 1   | 2  | 3  | 4  | 5  | 6  | 7  |
| 8   | 9  | 10 | 11 | 12 | 13 | 14 |
| 15  | 16 | 17 | 18 | 19 | 20 | 21 |
| 22  | 23 | 24 | 25 | 26 | 27 | 28 |
| 29  | 30 |    |    |    |    |    |

| 5월 |    |    |    |    |    |    |
| 일  | 월 | 화 | 수 | 목 | 금 | 토 |
|     |    | 1  | 2  | 3  | 4  | 5  |
| 6   | 7  | 8  | 9  | 10 | 11 | 12 |
| 13  | 14 | 15 | 16 | 17 | 18 | 19 |
| 20  | 21 | 22 | 23 | 24 | 25 | 26 |
| 27  | 28 | 29 | 30 | 31 |    |    |

| 6월 |    |    |    |    |    |    |
| 일  | 월 | 화 | 수 | 목 | 금 | 토 |
|     |    |    |    |    | 1  | 2  |
| 3   | 4  | 5  | 6  | 7  | 8  | 9  |
| 10  | 11 | 12 | 13 | 14 | 15 | 16 |
| 17  | 18 | 19 | 20 | 21 | 22 | 23 |
| 24  | 25 | 26 | 27 | 28 | 29 | 30 |

| 7월 |    |    |    |    |    |    |
| 일  | 월 | 화 | 수 | 목 | 금 | 토 |
| 1   | 2  | 3  | 4  | 5  | 6  | 7  |
| 8   | 9  | 10 | 11 | 12 | 13 | 14 |
| 15  | 16 | 17 | 18 | 19 | 20 | 21 |
| 22  | 23 | 24 | 25 | 26 | 27 | 28 |
| 29  | 30 | 31 |    |    |    |    |

| 8월 |    |    |    |    |    |    |
| 일  | 월 | 화 | 수 | 목 | 금 | 토 |
|     |    |    | 1  | 2  | 3  | 4  |
| 5   | 6  | 7  | 8  | 9  | 10 | 11 |
| 12  | 13 | 14 | 15 | 16 | 17 | 18 |
| 19  | 20 | 21 | 22 | 23 | 24 | 25 |
| 26  | 27 | 28 | 29 | 30 | 31 |    |

| 9월 |    |    |    |    |    |    |
| 일  | 월 | 화 | 수 | 목 | 금 | 토 |
|     |    |    |    |    |    | 1  |
| 2   | 3  | 4  | 5  | 6  | 7  | 8  |
| 9   | 10 | 11 | 12 | 13 | 14 | 15 |
| 16  | 17 | 18 | 19 | 20 | 21 | 22 |
| 23  | 24 | 25 | 26 | 27 | 28 | 29 |
| 30  |    |    |    |    |    |    |

| 10월 |    |    |    |    |    |    |
| 일   | 월 | 화 | 수 | 목 | 금 | 토 |
|      | 1  | 2  | 3  | 4  | 5  | 6  |
| 7    | 8  | 9  | 10 | 11 | 12 | 13 |
| 14   | 15 | 16 | 17 | 18 | 19 | 20 |
| 21   | 22 | 23 | 24 | 25 | 26 | 27 |
| 28   | 29 | 30 | 31 |    |    |    |

| 11월 |    |    |    |    |    |    |
| 일   | 월 | 화 | 수 | 목 | 금 | 토 |
|      |    |    |    | 1  | 2  | 3  |
| 4    | 5  | 6  | 7  | 8  | 9  | 10 |
| 11   | 12 | 13 | 14 | 15 | 16 | 17 |
| 18   | 19 | 20 | 21 | 22 | 23 | 24 |
| 25   | 26 | 27 | 28 | 29 | 30 |    |

| 12월 |    |    |    |    |    |    |
| 일   | 월 | 화 | 수 | 목 | 금 | 토 |
|      |    |    |    |    |    | 1  |
| 2    | 3  | 4  | 5  | 6  | 7  | 8  |
| 9    | 10 | 11 | 12 | 13 | 14 | 15 |
| 16   | 17 | 18 | 19 | 20 | 21 | 22 |
| 23   | 24 | 25 | 26 | 27 | 28 | 29 |
| 30   | 31 |    |    |    |    |    |

### 음양력 대조 일람
| 음력월 | 월건 | 대소 | 음력 1일의 양력 월일 | 음력 1일 간지 |
| ------ | ---- | ---- | -------------------- | ------------- |
| 1월    | 병인 | 대   | 2월 2일              | 병인          |
| 2월    | 정묘 | 소   | 3월 3일              | 병신          |
| 3월    | 무진 | 대   | 4월 1일              | 을축          |
| 4월    | 기사 | 대   | 5월 1일              | 을미          |
| 5월    | 경오 | 소   | 5월 31일             | 을축          |
| 6월    | 신미 | 소   | 6월 29일             | 갑오          |
| 7월    | 임신 | 대   | 7월 28일             | 계해          |
| 8월    | 계유 | 소   | 8월 27일             | 계사          |
| 9월    | 갑술 | 소   | 9월 25일             | 임술          |
| 10월   | 을해 | 대   | 10월 24일            | 신묘          |
| 윤10월 |      | 소   | 11월 23일            | 신유          |
| 11월   | 병자 | 대   | 12월 22일            | 경인          |
| 12월   | 정축 | 대   | 1985년 1월 21일      | 경신          |